# Švenčionėliai
Švenčionėliai est une ville de Lituanie ayant en 2005 une population d'environ 6 500 habitants.

## Histoire
Le 8 octobre 1941, la communauté juive de la ville ainsi que des villages voisins (Švenčionys, Ignalina, Daugėliškis, Kaltanėnai, Linkmenys, Pabradė, Adutiškis, Stajėtiškis, Saldutiškis, Labanoras, Mielagėnai, Ceikiniai) est massacrée dans la forêt de Švenčionėliai. Dans le cadre de la Shoah par balles, de 7 000 à 9 000 Juifs ont été exécutés à ce moment-là.